# アイコール
株式会社アイコールは、2001年1月に設立され、仮想通貨・ブロックチェーン領域およびメール配信領域を中心としたWEBシステムの開発・販売並びに、コンビニ決済代理店業務を行っている会社。
主な収益源は、仮想通貨・ブロックチェーン関連システム、メール配信システム、SNS等のコミュニティサイトシステム、占いサイトシステム、動画サイトシステム、スマホアプリ関連システムなどである。それに派生する案件として、広告代理店業務やSEO対策等、幅広い業務に携わっている。